# وارن بوغل
وارن بوغل (بالإنجليزية: Warren Bogle)‏ هو لاعب كرة قاعدة أمريكي، ولد في 19 أكتوبر 1946 في باسيك في الولايات المتحدة.

## وصلات خارجية
- وارن بوغل على موقعبيزبول رفرنس.كوم (الدوري الرئيسي) (الإنجليزية)
- وارن بوغل على موقعبيزبول رفرنس.كوم (الدوري الثانوي) (الإنجليزية)